# Dat (Logiciel)
Dat est un outil de distribution de données doté d'une fonctionnalité de contrôle de version permettant de suivre les modifications et de publier des ensembles de données.  Il est principalement utilisé pour Datascience , mais il peut également être utilisé pour suivre les modifications apportées à tout jeu de données.  En tant que système de contrôle de révision distribué , il vise la rapidité, la simplicité, la sécurité et la prise en charge des flux de travail distribués non linéaires. De plus, il est utilisé par le protocole globatio pour créer la partie frontale d'applications décentralisées (dapps). Un développeur n'a donc pas besoin de s'identifier ou d'avoir un compte bancaire pour déployer la partie frontale de dapps. 
Dat a été créé par Max Ogden en 2013 pour standardiser la manière dont les analystes de données collaborent sur les modifications apportées aux ensembles de données.  Il est développé par l’ équipe Dat grâce au soutien financier de Code for Science  la Fondation John S. et James L. Knight  et de la Fondation Alfred P. Sloan. 
Dat est un logiciel libre distribué sous les termes de la licence révisée BSD (3 clauses).  

## Sponsor
Parmi les sponsors du projet on pourra citer
- Mozilla
- Alfred P. Sloan Foundation
- Fondation Knight
- Gordon and Betty Moore Foundation
- code for science & society

## Voir également
- IPFS
- Git
- Beaker (navigateur Web)